# Edoardo Podberscek
Edoardo Podberscek (Gorizia, 2 maggio 1949) è un ex martellista italiano.

## Biografia
Nato nel 1949 a Gorizia, a 27 anni ha partecipato ai Giochi olimpici di Montréal 1976 nel lancio del martello, venendo eliminato nelle qualificazioni con la 17ª misura, 7ª del suo gruppo di qualificazione, 66,56 m.
Nel 1978 è arrivato 7º con 73,02 m nel lancio del martello agli Europei di Praga, mentre nel 1979 ha vinto la medaglia d'argento, sempre nel lancio del martello, ai Giochi del Mediterraneo di Spalato, con la misura di 69,42 m, chiudendo dietro al connazionale Giampaolo Urlando. 

## Palmarès
| Anno | Manifestazione          | Sede     | Evento              | Risultato | Prestazione | Note |
| ---- | ----------------------- | -------- | ------------------- | --------- | ----------- | ---- |
| 1976 | Giochi olimpici         | Montréal | Lancio del martello | 17º (q)   | 66,56 m     |      |
| 1978 | Europei                 | Praga    | Lancio del martello | 7º        | 73,02 m     |      |
| 1979 | Giochi del Mediterraneo | Spalato  | Lancio del martello | Argento   | 69,42 m     |      |